# Astragalus fangensis
Astragalus fangensis N.D.Simpson, 1915 è una pianta appartenente alla famiglia delle Fabacee o Leguminosae, endemica della Cina.

## Distribuzione e habitat
È diffuso nella provincia dell'Hubei e cresce attorno ai 1300 metri di altitudine. Cresce in folti ciuffi sul bordo di strade vicine ai canali.